# Boone Tavern
Boone Tavern  es un restaurante, hotel y casa de huéspedes afiliado a Berea College en Berea, condado de Madison, Kentucky.
Boone Tavern Hotel de Berea College es miembro de Historic Hotels of America, el programa oficial del National Trust for Historic Preservation.

## Historia
Se construyó en 1909 para albergar a los invitados de la universidad. Lleva el nombre del explorador temprano de Kentucky Daniel Boone. La parte de "taberna" del nombre deriva de la definición histórica que se refiere a una posada pública para viajeros en lugar de la definición moderna relacionada con la venta de bebidas alcohólicas.
Su construcción comenzó en 1907 según los diseños del arquitecto de Nueva York J. Cleaveland Cady de Cady & See. El edificio fue construido con ladrillos fabricados por estudiantes en la fábrica de ladrillos de la universidad y fue construido por el Departamento de Carpintería de la Universidad a un costo total de $20,000.
Ubicado en College Square en el corazón de Berea, donde la antigua Dixie Highway cruzaba el campus, el hotel y el restaurante se convirtieron en un destino popular entre el público viajero desde el comienzo de la "era del automóvil". En la década de 1930, el establecimiento apareció en las guías turísticas Adventures in Good Eating de Duncan Hines . Bajo la dirección de Richard T. Hougen, quien dirigió el restaurante durante 35 años a partir de 1940 y publicó tres libros de cocina, Boone Tavern se ganó una reputación por su excelente cocina sureña . Boone Tavern

## Administración
Es propiedad de Berea College y los estudiantes constituyen aproximadamente el 15% del personal del hotel y restaurante. Las habitaciones cuentan con muebles de madera maciza de cerezo hechos por Berea College Student Crafts. Berea es una universidad laboral cuyos estudiantes deben trabajar al menos diez horas por semana en Boone Tavern u otro departamento universitario o área de trabajo a cambio de recibir una educación universitaria gratuita.
En 2008, la universidad emprendió un extenso proyecto de renovación en Boone Tavern a un costo estimado de $ 9,6 millones, con el objetivo de convertirlo en el primer hotel con certificación LEED de Kentucky y preservar su carácter histórico. Se proyectó que la renovación se completaría en mayo de 2009.  Los cambios planificados incluyeron reemplazar la cocina del hotel y el elevador de servicio, aumentar el número de habitaciones de huéspedes de 58 a 64, restaurar los tragaluces en el comedor y agregar un nuevo pórtico de entrada de dos pisos en la fachada este.
Actualmente, el alcohol se puede vender en el restaurante de Boone Tavern y los comensales pueden comprar alcohol legalmente en el restaurante; los huéspedes del hotel también pueden traer alcohol a sus habitaciones. Antes de abril de 2012, Berea era la ciudad más grande del estado sin disposiciones para la venta legal de alcohol. En ese mes, el recinto que incluye a Boone Tavern votó a favor de permitir la venta de alcohol en su restaurante. La votación se llevó a cabo bajo una ley de Kentucky que permite dicha votación con respecto a los "sitios históricos calificados" definidos por el estado. Sin embargo, el consejo de administración de la universidad no ha decidido si solicitar una licencia para vender alcohol y no se espera que tome una decisión hasta 2013. Históricamente, la universidad se ha opuesto al alcohol y, según el entonces presidente de la universidad, la decisión de aprobar la venta de alcohol "nos pondría en una posición incómoda" con otros dos restaurantes que alquilan espacio en edificios adjuntos a la taberna. Esos dos restaurantes no estarían autorizados a vender alcohol porque los edificios adjuntos no están clasificados como "sitios históricos calificados" según la ley antes mencionada.